# Karl Laman
Karl Edvard Laman, ursprungligen Eriksson, född 18 mars 1867 i Norrbärke församling, Kopparbergs län, , död 27 juni 1944 i Stjärnorps församling, Östergötlands län, var en svensk missionär, etnograf och författare verksam i Belgiska Kongo.

## Biografi
Laman var son till valsverksarbetaren Gustaf Ersson och Ulrika Wallin. Under uppväxten fick Laman ekonomiskt stöd till studier av sin mormors syster, Sofia Eriksson, gift Laman, som ärvt en mindre förmögenhet efter krögaren Carl Fredrik Laman i Västerås. Utöver fick han även anta namnet Laman. Efter studierna i Västerås skrev Laman in sig vid Svenska missionsförbundets missionskola i Kristinehamn under två år varefter han vigdes till missionär 1890.
Den 7 april 1891 utflyttade Laman till Kongo på mission. Han var där ända fram till 1919 med kortare uppehåll då han återvände till Sverige för att vila upp sig. Perioder i Sverige var 1894-09-30 - 1896-04-05, 1900-05-17 - 1902-05-27 och 1906-07-10 - 1908-06-27. Sannolikt var han ytterligare perioder i Sverige mellan 1912-1919. I Kongo träffade han Selma Karlsson som kom att bli hans hustru och medarbetare. Under sin tid i Kongo kombinerade han sin mission med vetenskapliga språkstudier, vilket resulterade i en mängd böcker, avhandlingar och en nästan komplett översättning av Bibeln till kikongo, ursprungsspråket i regionen och idag huvudspråk i Angola och Kongo-Kinshasa. Ett fransk-kikongiskt lexikon på ca 60 000 ord är ett av de mer kända verken och fakta för detta arbete inhämtades under expeditioner till minoritetsgrupper i regionen.
Bland hans skrifter märks Lärobok i kongospråket (1912), Sanningsstrålar. Animism och missionsmetodik bland animistiska folk (1921), The musical accent or intonation in the Kongo language (1922) samt Där mörkret skingras. Mission, kultur och forskning bland Afrikas folk (1924).
Utöver detta samlade Laman in bruksföremål, insekter, fågelägg och djurhudar för bland annat Riksmuseet. Idag finns dessa samlingar på Etnografiska museet.

## Utmärkelser
Laman blev vida erkänd för sitt arbete och erhöll flera utmärkelser och hederstitlar för detta, bland annat Linnémedalj från Svenska Vetenskapsakademien 1907, och blev teologie hedersdoktor vid Uppsala universitet 1915.